# Franz Joseph von Stein (Jurist)
Franz Bernhard Joseph Freiherr von Stein (auch Franz Joseph Freiherr von Stein zu Lausnitz; * 25. Februar 1772 in Neudenau; † 8. Januar 1834 in Darmstadt) war ein deutscher Verwaltungsjurist.

## Leben
Stein stammte aus dem ursprünglich im Osterland ansässigen Adelsgeschlecht von Stein zu Lausnitz. Seine Eltern waren Karl Albrecht Freiherr von Stein (1726–1797), Kammerherr und württembergischer Rittmeister, und Maria Magdalena Freiin von Elmendorf. Er studierte am Seminar vom heiligen Kilian in Würzburg Philosophie und wurde 1794 von der philosophischen Fakultät der Universität Würzburg zum Magister graduiert. Anschließend wurde er vom Würzburger Fürstbischof Franz Ludwig von Erthal zum Hofedelknabe ernannt. Gleichzeitig widmete er sich dem Studium der Rechtswissenschaft an den Universitäten von Würzburg und Erlangen. Am 9. Juni 1797 wurde er in Würzburg zum Lic. iur. promoviert. Anschließend ernannte ihn der Fürstbischof Georg Karl von Fechenbach zum Würzburgischen Hof- und Regierungsrat sowie zum Hofkavalier, wobei er unter anderem nach Wien und Wetzlar sowie 1799 zum Rastatter Kongress gesandt wurde.
Stein wurde, nachdem er in Wien eine Stelle beim Reichshofrat abgelehnt hatte, am 17. Oktober 1799 als Beisitzer am Reichskammergericht in Wetzlar vereidigt. Im Zuge des Friedens von Pressburg wurde das Reichskammergericht aufgelöst. Im April 1808 wurde er stellvertretender Direktor am Hofgericht Gießen und erhielt die Titel eines Geheimrats und am 5. Mai 1808 den eines Kammerherrn durch Großherzog Ludewig I. von Hessen. 1810 wurde er zunächst kurzzeitig Direktor der Provinz Oberhessen, bevor er am 1. Dezember 1811 zu deren Regierungspräsident mit Sitz in Gießen ernannt wurde. Neben seiner Präsidentenstelle erhielt er am 21. August 1819 den Titel eines Wirklichen geheimen Rats.
Stein wurde am 2. Oktober 1812 durch Jérôme Napoleon mit dem Ritterkreuz I. Klasse des Ordens der Westphälischen Krone, am 23. August 1812 mit dem Komturkreuz, später mit dem Großkreuz des Großherzoglich Hessischen Verdienstordens ausgezeichnet.

### Familie
Er war mit Anna Maria Walpurgis von Hommer aus Koblenz verheiratet, einer Nichte des Trierer Bischofs Joseph von Hommer. Mit ihr hatte er zwei Söhne, Ferdinand und Carl von Stein. Eine von Ferdinands Töchtern, Mathilde, war mit dem preußischen General Hugo von Oidtman verheiratet.

## Werke (Auswahl)
- Diss. inauguralis resolvens questionem, damna per hospitationes militares, vulgo Einquartierung conductori aedium illata a locatore quantenus resarcienda sint?, Würzburg 1797.
- Auch ein Wort zu seiner Zeit über das Entschädigungswesen weltlicher Fürsten mit geistlichen Landen, 1798.
- Über das Fundament allen Rechts, 1801.
- Über die Entschädigungsberechtigung der Staatsdiener bei Aufhebung ihrer Stellen, Frankfurt am Main 1808.